# Chiesa di San Giuseppe (Cagliari)
La chiesa di San Giuseppe è la chiesa parrocchiale del quartiere San Giuseppe-Santa Teresa-Parteolla di Pirri, municipalità del comune di Cagliari. Sorge in via Enirco Toti. La parrocchia fu eretta canonicamente con bolla di Monsignor Botto il 1º ottobre del 1954 e consacrata dal Cardinal Baggio il 27 febbraio del 1971..

## Storia

### Costruzione e consacrazione
Alla fine della seconda guerra mondiale, quella che oggi è la municipalità di Pirri subì un notevole ampliamento territoriale e un'ampia crescita demografica. L'unica chiesa presente era quella di San Pietro Apostolo ma le nuove condizioni richiedevano una parrocchia aggiuntiva. Il terreno sul quale costruire la chiesa fu donato nel 1954 dalla sorella dell'Arcivescovo di Oristano deceduto nel 1947.
Il 1º ottobre 1954 Monsignor Paolo Botto, Arcivescovo di Cagliari, con Decreto di erezione canonica intitolò la parrocchia a San Giuseppe e nominò il primo parroco: Don Salvatore Casu. Con l'aiuto dei sacerdoti dell'altra parrocchia locale, il nuovo parroco trovò una sede provvisoria che venne adattata a cappella in modo da potervi svolgere le funzioni sacre finché non venisse completata la struttura principale e il 26 dicembre 1954 la parrocchia cominciò ufficialmente le sue attività nei locali provvisori.
Il 6 agosto 1955 fu inaugurato il salone parrocchiale, costruito anch'esso grazie a una donazione, che da quella data cominciò a funzionare come chiesa provvisoria. Vennero istituite varie associazioni religiose, la Congregazione della Dottrina Cristiana per l'insegnamento del catechismo, l'Azione Cattolica, la «Schola Cantorum» per l'esecuzione dei canti nelle celebrazioni liturgiche.
Il 18 settembre 1957 arrivò il contributo dello Stato per la costruzione della nuova chiesa e degli ambienti per le attività parrocchiali, così il 12 gennaio 1958 venne collocata la prima pietra della chiesa parrocchiale contenente la pergamena a ricordo della cerimonia.

### 1966 - 1980
Nel 1966, dopo otto anni, i lavori furono completati e il 29 gennaio iniziò l'attività nella nuova chiesa. Il 27 febbraio 1971 l'Arcivescovo di Cagliari, cardinale Sebastiano Baggio, consacrò la Chiesa e l'altare maggiore. Il 13 marzo 1971 fu nominato nuovo parroco Don Paolo Pinna. Il 21 aprile 1973 ci fu l'installazione dell'organo a canne. Il 15 gennaio 1979 fu nominato parroco il sacerdote dott. Antonio Pittau.
Il 5 agosto 1979 fu inaugurato il grande lampadario in ferro battuto dell'altare maggiore. Lo stesso anno, nel novembre 1979, grazie a una concessione edilizia fu recintato il terreno dell'area adiacente alla chiesa e nacque così la polisportiva Fulgor–San Giuseppe.

### 1980 - 1999
Nel 1985 fu nominato parroco don Tarcisio Pili. Grazie a lui vennero ampliate le attività dedicate ai giovani tra cui, nel 1992, la creazione dell'oratorio. Alla fine degli anni '80 nacque l'Azione Cattolica Ragazzi e successivamente un gruppo ACI. In contemporanea con l'Azione Cattolica nel 1986 iniziò l'attività AGESCI con l'istituzione del gruppo scout.

### Anni 2000
Dal 5 settembre 2005 il parroco è Don Roberto Atzori.

## Descrizione

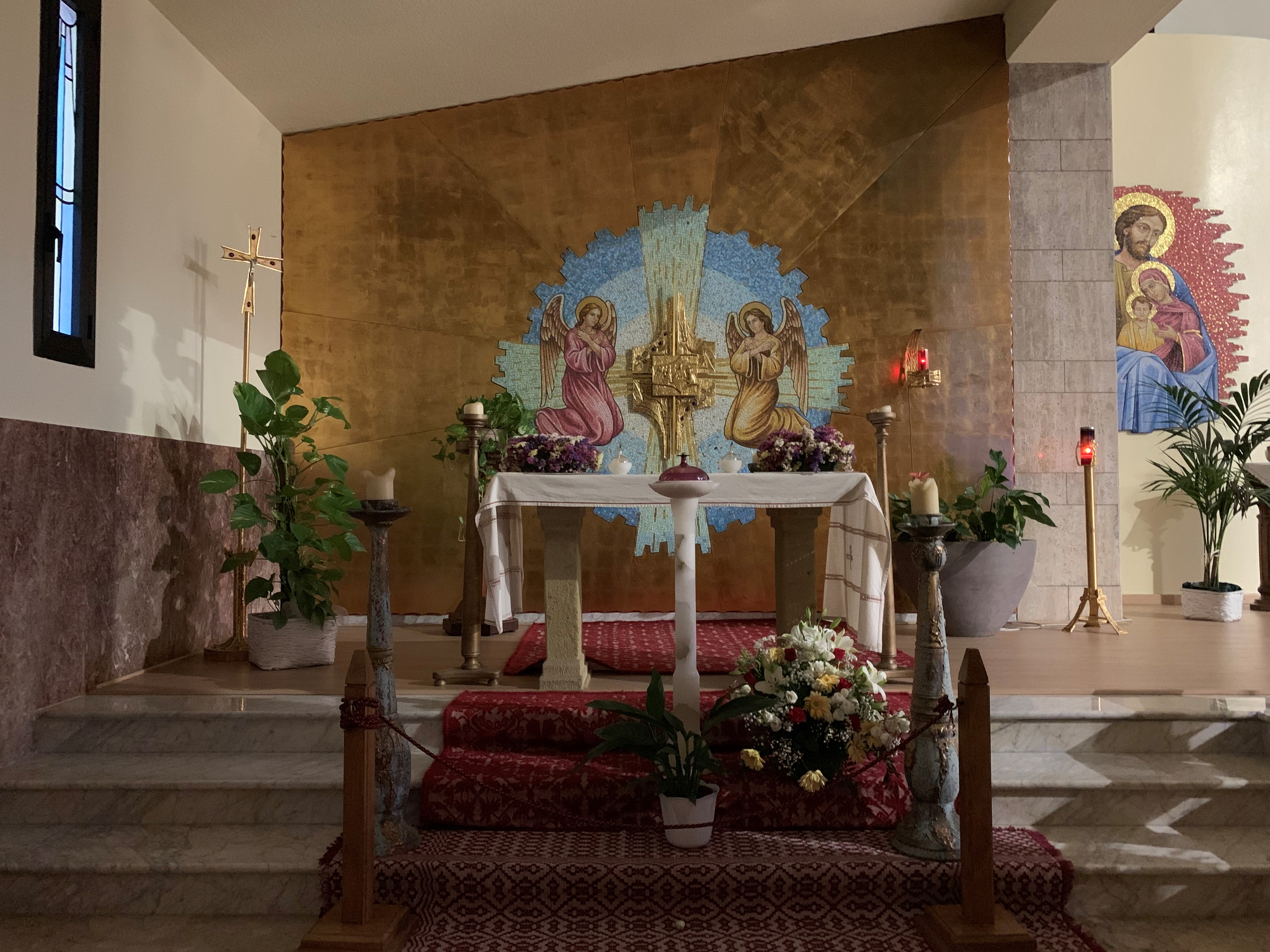
Navata sinistra

La struttura della chiesa è caratterizzata da linee semplici e forme geometriche. Sul fronte sono presenti tre portoni in legno e in asse con il portone principale si trova una finestra di forma ogivale. La struttura è preceduta da un viale in pietra costeggiato da aiuole. All'esterno sono presenti due sculture, una per lato. Sul lato sinistro una scultura raffigurante la Madonna e a destra una scultura raffigurante San Giuseppe, entrambe installate in occasione dell'anniversario dei 60 anni della chiesa nel 2014.

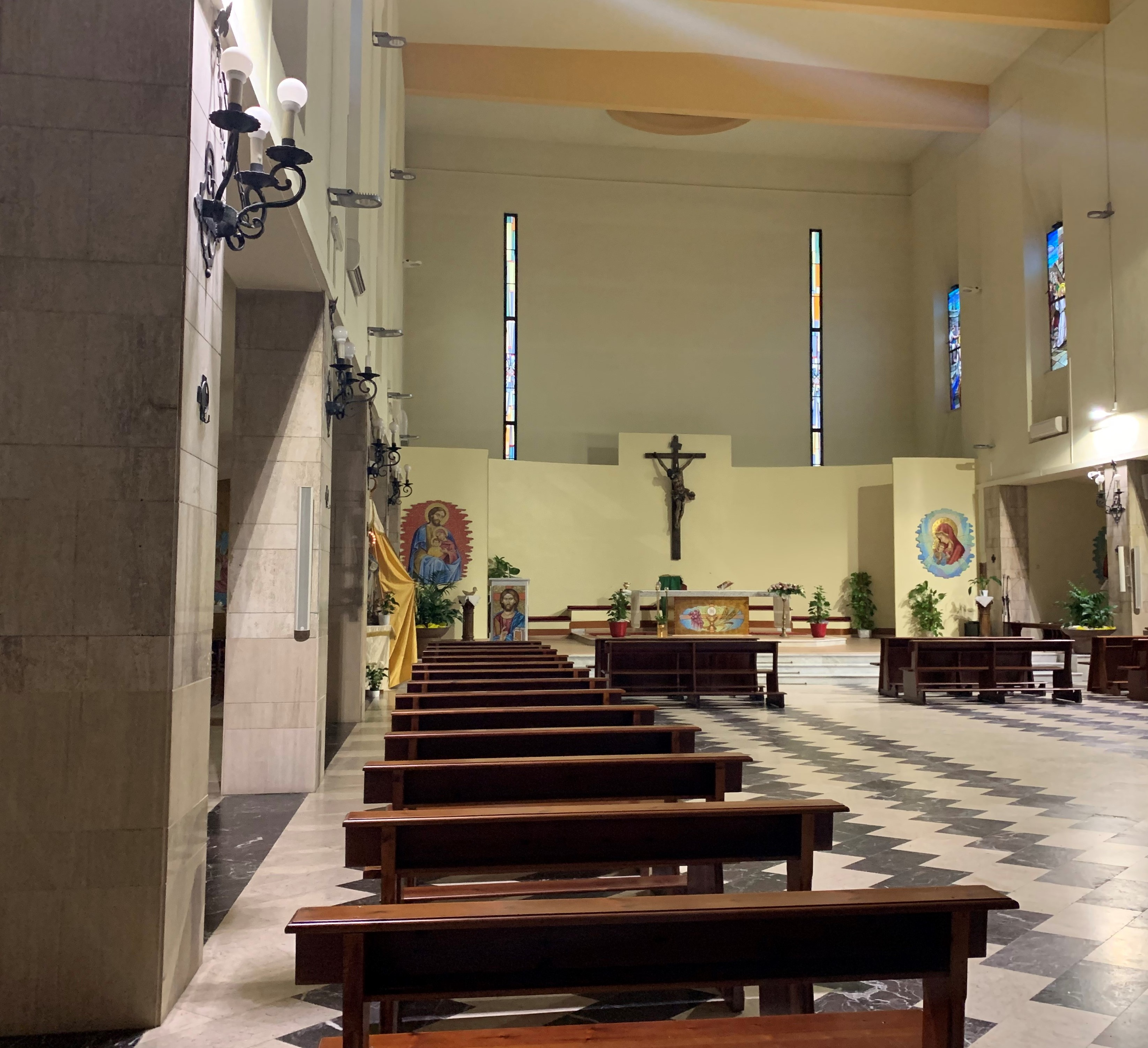
Navata centrale

All'interno, la chiesa è composta da tre navate: una principale centrale rialzata e due minori laterali. Nella navata centrale è posto l'altare sormontato da un crocifisso in legno. Ai lati due icone: San Giuseppe che abbraccia Maria e Gesù a sinistra, la Madonna a destra. Le finestre, 6 per lato, rappresentano la Via Crucis.
Nella navata sinistra si trovano un piccolo altare e un'icona con due angeli e al centro una croce in altorilievo.

## Parroci
Parroco attuale è Roberto Atzori (Sanluri, 27 novembre 1954). Ordinato il 23 ottobre 1982, è parroco di San Giuseppe a Pirri (Cagliari) dal 2005 e vicario della Forania di Pirri dal 2007. È assistente regionale delle confraternite delle misericordie della Sardegna e della fondazione Centesimus Annus. Ha ricoperto incarichi in diverse parrocchie della diocesi di Cagliari e in ambito diocesano.
| Parroco            | Periodo     | Durata  |
| ------------------ | ----------- | ------- |
| Don Salvatore Casu | 1954 - 1971 | 17 anni |
| Don Paolo Pinna    | 1971 - 1979 | 8 anni  |
| Don Antonio Pittau | 1979 - 1985 | 6 anni  |
| Don Tarcisio Pili  | 1985 - 2005 | 20 anni |
| Don Roberto Atzori | 2005 -      |         |